# 怪談噺
怪談噺（かいだんばなし）とは、落語の演目のなかで幽霊や化け物、死神などといった怪異を扱う噺の総称。文化・文政のころにはじまり、幕末から明治期に隆盛した。林家の始祖で、文化・文政・天保に活躍した初代林家正蔵（当時は「林屋」と表記）が怪談噺の元祖とされており、三遊亭圓朝（初代）や桃川如燕なども名手とされた。

## 概要
落語は笑いを主体とした滑稽噺が多く、ほかに親子や夫婦の情愛を描いた人情噺があるが、怪談をもとにした怪談噺もひとつのジャンルを形成している。一般には夏に演じられることが多い。
高座に背景を用意し、音曲を入れる演出方法（この音曲を「ハメモノ」という）を採用することも多い。「芝居噺」と称される噺も同様の演出がとられる。小道具や照明などを用い、実際に幽霊を出す演出もある。
落語史上最大のスターといわれる三遊亭圓朝も怪談噺を得意とした。圓朝作『怪談牡丹灯籠』は名作中の名作として知られ、グリム童話から翻案したといわれる『死神』のほか、自作の『真景累ヶ淵』『怪談乳房榎』などいずれも傑作ぞろいで、歌舞伎でもよく上演される。
それに対し『質屋蔵』（質屋庫）は上方落語で、原話は明和4年（1767年）『友達ばなし』「手習い師匠」などにさかのぼる古い噺であり、滑稽の要素を含む。
戦後では8代目林家正蔵（林家彦六）が特に怪談噺を得意とし、『怪談牡丹灯籠』『真景累ヶ淵』『一眼国』などを演じた。彦六創作の怪談噺に『年枝の怪談』がある。

## おもな怪談噺
上に掲げたもののほかに、
- お菊の皿
- お化け長屋
- 反魂香
- もう半分
- 子育て幽霊
- 菊江の仏壇
- 江島屋騒動
- 怪談市川堤
- 黄金餅
- カタリナ・レルカロ

などがある。